# 李升基
李 升基（リ・スンギ、朝鮮語: 리승기、1905年10月1日 - 1996年2月8日）は、北朝鮮の化学者、政治家。ビニロンの発明者の一人。

## 人物・生涯
日本統治時代の朝鮮の全羅南道潭陽郡生まれ。中央普通学校を経て松山高等学校理科甲類を1928年3月に卒業した。その後、京都帝国大学工学部に進学して1931年3月に卒業し、その後、京都帝国大学化学研究所では助教授を務めた。1939年には桜田一郎、川上博（大日本紡績）らと共にビニロンを合成し、世界で2番目の合成繊維を作成した。しかし戦時中の日本の軍事政策に協力しなかったために治安維持法により拘束され、終戦を迎えるまでとらわれの身となった。なお同時期の京大化研では同じ朝鮮人化学者の李泰圭も助教授・教授として在籍している。
解放後は韓国へと渡り、ソウル大学校工科大学長（大学工学部長に相当）を務めるものの朝鮮戦争が勃発し、北朝鮮へと逃れた(韓国側は拉致と主張)。その後は、北朝鮮でビナロン（ビニロンの北朝鮮名）などの繊維工業の発展に尽くしたほか、1962年 - 1990年には最高人民会議の代議員を務めた。1967年に寧辺原子力研究所が設立されると初代所長となり、核兵器開発にも携わるとともに多くの科学技術者を育てた。1996年2月8日、死去。1996年2月10日に国葬が実施された。生前の功績により死後、愛国烈士陵に祀られている。

## 著作
- 谷口政勝（共著）『醋酸化法人造絹糸製造法』紡織雑誌社、1937年7月15日。全国書誌番号:46054441NDLJP:1219779。
- 在日本朝鮮人科学者協会翻訳委員会 訳『ある朝鮮人科学者の手記』未来社、1969年4月30日。全国書誌番号:73004553NDLJP:12285092。